# Ula (Saaremaa)
Ula is een plaats in de Estlandse gemeente Saaremaa, provincie Saaremaa. De plaats heeft de status van dorp (Estisch: küla) en heeft 8 inwoners (2021).
Tot in oktober 2017 hoorde Ula bij de gemeente Pöide. In die maand ging Pöide op in de fusiegemeente Saaremaa. In de nieuwe gemeente lag nog een dorp Ula, dat op dat moment net iets kleiner was. Dat kreeg een nieuwe naam: Väike-Ula (‘Klein-Ula’).
Ula ligt aan Väike väin, de zeestraat tussen de eilanden Muhu en Saaremaa.

## Geschiedenis
Ula werd voor het eerst genoemd in 1798 als dorp op het landgoed van Uuemõisa. In 1977 werden Ula en Talila bij het buurdorp Kanissaare gevoegd; in 1997 werden ze weer zelfstandige dorpen.
De naam Ula gaat waarschijnlijk terug op de naam van een boer die in het gebied woonde.